# Selen (rivista)
Selen, cultura erotica a fumetti è stata una rivista mensile edita dalla 3ntini Editore di Argenta di Ferrara tra il 1994 e il 2000.

## Storia
La rivista è centrata sulla figura della ex attrice pornografica Selen (Luce Caponegro), che viene trasformata in fumetto dalla matita di Luca Tarlazzi. In ogni numero della rivista è presente un episodio della saga di questa "eroina erotica" tra realtà e immaginazione. Sono poi presenti altri fumetti in gran parte "d'autore" prestati al tema dell'erotismo o della vera e propria pornografia (la rivista è vietata ai minori di 18 anni). I principali fumettisti che collaborano regolarmente negli anni ai vari numeri della rivista sono, oltre al citato Tarlazzi, Giovanna Casotto, Giuseppe Manunta, Marco Nizzoli, Ludwig, insieme a sceneggiatori e autori come Matteo Mazzacurati, Tiziana Costantini, Silvio Andrei, Claudio dell'Orso, Pierfilippo Tebaldi, Micol Müller, Francesco Magellano, Vincenzo Silvestroni.
La rivista, pubblicizzata dalla stessa Luce Caponegro nelle varie apparizioni televisive, diventa un fenomeno editoriale nazionale, superando le decine di migliaia di copie nel momento del massimo successo.
A quel periodo della pubblicazione appartiene anche la partecipazione più prestigiosa, quella di Tanino Liberatore che concede i diritti di pubblicazione per l'Italia della già edita in Francia terza puntata della saga del personaggio Ranxerox, titolata Ranx3. La saga appare a 3 tavole per volta sui vari numeri di Selen, per poi essere raccolta in albo monografico dalla 3ntini.
Alla rivista vennero anche collegate: alcune collane di albi a fumetti o illustrati come "Le ricette di Selen" (autori tra gli altri: Tarlazzi, Caretta, Del Sacalo, Di Bernardo, Ramingo Giusti, Turini) o "Gli albi di Selen", con i 3 volumi di raccolta degli episodi della Selen fumettistica di Luca Tarlazzi, o gli albi monografici di Giovanna Casotto e Fernando Caretta; la rivista di fotografia in b/n [nu] attitudini morbose; ed anche "I libri di Selen" con le produzioni di Stefano Trentini (compresa la raccolta dei numeri di Nuvola Bianca, rivista underground molto nota negli anni '80 anche per una copertina di Andrea Pazienza).